# Моте-сюр-фёй
Моте-сюр-фёй (фр. Mothais sur feuille) — французский сыр из козьего молока. Название этого сыра произошло от названия коммуны Ла-Мот-Сент-Эре, в департаменте Дё-Севр, но область его изготовления немного шире. Его производят на юге исторической области Пуату , а именно – в южной части департамента Дё-Севр, на юге департамента Вьенна, на севере департамента Шаранта и в департаменте Приморская Шаранта. Сыр Моте-сюр-фёй продается на местных рынках с 1840 года.
В 2002 году был образован Союз по защите Моте-сюр-фёй с целью получения сертификата Контроля подлинности происхождения . 

## Процесс изготовления
Для изготовления этого сыра используется непастеризованное цельное козье молоко. Сыр получается путём очень медленного свертывания и дальнейшего созревания на листе каштана или платана, который впитывает влагу и, таким образом, Моте-сюр-фёй получает более эластичную и кремообразную текстуру и более тонкую корочку.
Сыр имеет форму круга размером 10 - 12 см в диаметре и 2 - 3 см высотой. Вес такого круга в продаже составляет от 180 до 200 грамм. Содержание жиров в этом сыре составляет 45%.
К 2007 году объем производства этого сыра достиг примерно 200 тонн, из которых 85 тонн составили фермерские сыры.

## Употребление

### Хранение
Этот сыр хранится в прохладном месте, в отсеке холодильника, предназначенном для овощей.

### Рекомендованные вина
- розовое шампанское[4]
- белое или красное вино бывшей провинции Турень[2]
- местное шарантское красное вино[2]

### Рекомендованный сезон
Этот сыр едят с начала весны до поздней осени.